# Sixteen Fathoms Deep
Pour plus de détails, voir Fiche technique et Distribution.
Sixteen Fathoms Deep est un film américain réalisé et co-produit par Irving Allen,  sorti en 1948. C'est un remake d'un film de 1934 dans lequel jouait déjà Lon Chaney Jr.

## Fiche technique
- Réalisation : Irving Allen
- Scénario : Max Trell, Forrest Judd, Eustace L. Adams
- Production : 	Irving Allen, James S. Burkett, Arthur Lake
- Photographie : Jack Greenhalgh
- Montage : Charles Craft
- Genre : Aventures, drame[2]
- Musique : René Garriguenc, Lucien Moraweck
- Production : Irving Allen Productions
- Distributeur : Monogram Pictures
- Durée : 82 minutes
- Date de sortie : 25 juillet 1948

## Distribution
- Lon Chaney Jr. : Mr. Demitri
- Arthur Lake : Pete
- Lloyd Bridges : Ray Douglas
- Eric Feldary : Alex
- Tanis Chandler : Simi
- John Qualen : Capt. Athos
- Ian MacDonald : Nick
- Dickie Moore : George
- Harry Cheshire : Uncle Mike
- John Bleifer : Capt. Briakos